# Cotton (cratère)
Pour les articles homonymes, voir Cotton.
Cotton est un cratère de 48,1 km de diamètre situé sur Vénus. Il a été nommé en l'honneur de la physicienne française Eugénie Cotton (1881-1967).
Il se situe dans la région du quadrangle de Lakshmi Planum (quadrangle V-7).